# Inna Łasowska
Inna Łasowska, ros. Инна Александровна Ласовская  (ur. 17 grudnia 1969 w Moskwie) – rosyjska lekkoatletka specjalizująca się skoku w dal, dwukrotna uczestniczka letnich igrzysk olimpijskich (Atlanta 1996, Sydney 2000), srebrna medalistka olimpijska z Atlanty w trójskoku.

## Sukcesy sportowe
- dwukrotna mistrzyni Rosji w trójskoku – 1994, 1996[1]

| Rok  | Miasto   | Zawody                    | Konkurencja | Wynik         |
| ---- | -------- | ------------------------- | ----------- | ------------- |
| 1993 | Toronto  | Halowe mistrzostwa świata | trójskok    | brązowy medal |
| 1994 | Paryż    | Halowe mistrzostwa Europy | trójskok    | złoty medal   |
| 1994 | Helsinki | Mistrzostwa Europy        | trójskok    | srebrny medal |
| 1995 | Göteborg | Mistrzostwa świata        | trójskok    | 4. miejsce    |
| 1996 | Atlanta  | Igrzyska olimpijskie      | trójskok    | srebrny medal |
| 1997 | Paryż    | Halowe mistrzostwa świata | trójskok    | złoty medal   |

## Rekordy życiowe
- skok w dal – 6,71 – Moskwa 13/07/1996
- skok w dal (hala) – 6,61 – Moskwa 17/01/1997
- trójskok – 15,09 – Walencja 31/05/1997
- trójskok (hala) – 15,01 – Paryż 08/03/1997 – 8. wynik w historii światowej lekkoatletyki